# Storöringtjärnen (Hotagens socken, Jämtland)
Storöringtjärnen är en sjö i Krokoms kommun i Jämtland och ingår i Indalsälvens huvudavrinningsområde. Storöringtjärnen ligger i Gråberget-Hotagsfjällen Natura 2000-område.